# Artybasz
Artybasz (ros. Артыбаш) – wieś w Rosji, w Republice Ałtaju, w rejonie turoczackim, wchodzi w skład artybaskiego osiedla wiejskiego. Położona jest na północnym skraju Jeziora Teleckiego u źródeł Bii.

## Gospodarka
Podstawą gospodarki wsi jest turystyka. Znajduje się tu wiele kempingów turystycznych, baz i domów wypoczynkowych. Wypoczywający mają szeroki wybór wycieczek po jeziorze i jego okolicach; ponadto zaczynają się tu szlaki piesze, wodne i konne. Obok wsi, na zboczach góry Kokuja mieści się kompleks narciarski.
W Artybaszu funkcjonują przedsiębiorstwa hodowlane zorientowane na produkcję mięsno-mleczną.

## Transport
We wsi kończy się droga samochodowa znaczenia regionalnego Bijsk–Turoczak–Artybasz, jednak autobus dojeżdża do sąsiedniego osiedla Iogacza.

## Edukacja i nauka
6 kilometrów od Artybaszu położona jest baza polowa Instytutu Systematyki i Ekologii Zwierząt, w której prowadzi się badania owadożernych i gryzoni Górnego Ałtaju, helmitofauny kręgowców w biocenozach itd.